# 孫家鼐
孫家鼐（1827年—1909年），字燮臣，號容卿、蟄生，別號澹靜老人，安徽省鳳陽府壽州（今淮南市壽縣）人，晚清狀元、政治家。

## 生平
咸豐九年（1859年）狀元，授翰林院修撰。出湖北學政，升侍講、侍讀。入值上書房。
光緒四年（1878年），命在毓慶宫行走，與翁同龢同任光緒帝師。歷升侍講學士、侍讀學士、侍郎等職。
光緒二十年（1894年），孫家鼐反對為朝鮮的宗主權與日本開戰，力言「釁不可啟」，主張妥協，與李鴻章的見解不謀而合。二十四年，京師大學堂（今北京大學）成立，任第一任管學大臣。三十三年，與溥倫同任資政院總裁，妥擬院章，籌畫立憲事宜。 
戊戌變法期間，孫家鼐主張向歐美學習，指出「中國以禮教為建邦之本，綱常名義，萬古常新」，變法乃維護清廷統治的工具，固有制度不可打破，與康有為、梁啟超等維新派的主張不同。二十四年，慈禧發動戊戌政變，停止新政，囚禁光緒帝，殺「戊戌六君子」。孫家鼐變法立場較溫和，遂未被追究。
光緒二十六年（1900年），義和團運動爆發，帝后西行陝西，孫家鼐被啟用為禮部尚書。還京後，任體仁閣大學士，歷转東閣、文淵閣、武英殿大學士，充學務大臣，注重實學，并與張百熙等制定《奏定學堂章程》，開展教育改革。後与慶親王奕劻、軍機大臣瞿鴻禨總責核定改革官制。光緒三十四年（1908年），賞太子太傅。
宣統元年，孫家鼐病逝，晉贈太傅，諡文正。《清史稿》有傳。

## 著作
孫家鼐著作多毀於義和團起事期間，僅少量奏稿幸存。有《太傅孫文正公手書遺折稿》。

## 家庭
父親孫崇祖（1795-1854），字鼎叔，號巢雲，又號岫亭，母親林氏（1791-1872）。
長兄孫家澤（1814-1846），字伯濤，號沛農，又號麓川，道光十八年進士，禮部主事。
次兄孫家鐸（1815-1871，字振之，號雪筠），道光二十一年進士，歷任安仁、彭澤、貴溪等縣知縣，山西河口鎮同知、瑞州府知府，政聲卓著。其孙儿孙多巘（字陟甫，号“八公山民”），民国实业家，富收藏。
三兄孫家懌(1821-1890），咸豐二年舉人，刑部員外郎，奉天司行走，賞戴花翎。
四兄孫家丞(1825-1878）字石筠，優廩生，歷任浙江樂清縣知縣、直隸州知州、吏部侍郎，勤政愛民，工詩善文。
孫家鼐配宋氏（1830-1885），側室王氏。
長子傳榕（1847—1862），次子傳楘(1863—1931）。
曾孫女孫琪方（1919年—2011年，傳楘孫女、多煃之女）嫁首任大成至聖先師奉祀官孔德成。
孙子辈有孫多森(1867-1919）、孫多钰（1882-1951）两兄弟，前者为阜丰面粉公司创办人，后来在民初曾任安徽民政长兼署都督，后者则有在北洋政府时期当交通部次长，以及阜丰面粉公司董事长、开滦矿务局经理等职。
族亲孙传瑗（1893—1985），其女画家孙多慈。
現代中國知名網絡主播“帝師”孫英雄自稱是孫家鼐的後人。

## 延伸阅读
[在维基数据编辑]
 《清史稿·卷443》，出自趙爾巽《清史稿》
 在维基共享资源阅览影像